# Andrés Alcántara Prieto
Andrés Alcántara Prieto, más conocido como Andresito, es un jugador de fútbol sala español que juega de ala en Nagoya Oceans y en la Selección de fútbol sala de España, con la que ha ganado la Eurocopa de fútbol sala de 2016.

## Clubes
- Adecor Grupo Pinar (2006-2007)
- Aquasierra Elefrio (2007-2009)
- Futsal Cartagena (2009-2010)
- Ribera Navarra (2010-2016)
- ElPozo Murcia (2016-2020)
- Jimbee Cartagena (2020-2022)
- Nagoya Oceans (2022-Act.)